# Rhitymna pinangensis
Rhitymna pinangensis är en spindelart som först beskrevs av Tord Tamerlan Teodor Thorell 1891.  Rhitymna pinangensis ingår i släktet Rhitymna och familjen jättekrabbspindlar. Inga underarter finns listade i Catalogue of Life.